# Makiyamaia orthopleura
Makiyamaia orthopleura is een slakkensoort uit de familie van de Clavatulidae. De wetenschappelijke naam van de soort is voor het eerst geldig gepubliceerd in 1983 door Kilburn.